# 엄지모음근 (손)
엄지모음근(adductor pollicis muscle) 또는 무지내전근(拇指內轉筋)은 엄지를 모으는 손의 자체기원근육이다. 가로갈래(transverse head)와 빗갈래(oblique head)의 두 갈래로 존재한다.
엄지두덩칸 깊은쪽에 위치한 납작한 삼각형 근육으로, 손바닥 중앙에서 긴굽힘근의 힘줄들과 벌레근보다 아래쪽에 놓여 있다. 손허리뼈와 바닥쪽뼈사이근을 덮고 있다.

## 구조

### 빗갈래
빗갈래(라틴어: adductor obliquus pollicis) 또는 사두(斜頭)는 알머리뼈, 둘째와 셋째손허리뼈, 손목뼈사이인대, 노쪽손목굽힘근 힘줄의 윤활집 등에서 여러 갈래로 일어난다. 이는곳에서 다수의 근섬유가 아래쪽으로 비스듬히 주행하면서 합쳐져 힘줄이 되고, 이때 엄지모음근 가로갈래와 짧은엄지굽힘근 안쪽 부분의 힘줄과 합쳐진다. 그 후 엄지의 몸쪽손가락뼈 바닥 안쪽 측면에 닿으며, 힘줄 안에는 종자뼈가 존재한다.
한편 그 외 상당한 양의 근육다발이 보다 비스듬히 긴엄지굽힘근 힘줄 아래를 주행하여 짧은엄지굽힘근, 짧은엄지벌림근 가쪽 부분과 합류한다.

### 가로갈래
가로갈래(라틴어: adductor transversus pollicis) 또는 횡두(橫頭)는 빗갈래보다 깊이 위치한다. 형태는 삼각형이며, 셋째손허리뼈 바닥쪽(앞쪽) 면의 아래쪽 2⁄3에서 넓게 일어난다. 가로갈래의 근섬유는 짧은엄지굽힘근의 안쪽 부분, 엄지모음근의 빗갈래와 합쳐져 엄지 몸쪽손가락뼈 바닥의 안쪽 측면에 닿는다.

### 위치 관계
노동맥은 엄지모음근 빗갈래와 가로갈래 사이를 지나가며, 손등에서 손바닥으로 주행하여 깊은손바닥동맥활을 형성한다.

### 신경 분포
엄지모음근은 자신경 깊은가지(C8, T1)의 지배를 받는다.
빗갈래와 가로갈래 사이에는 얇은 섬유성 연속활(arcade)이 존재하는데, 자신경 깊은가지가 이곳에서 가쪽으로 손바닥을 가로지른다. 깊은손바닥동맥활이 신경과 함께 주행한다.

## 기능
엄지의 모음은 주로 엄지모음근에 의해 일어난다. 한편 짧은엄지굽힘근과 엄지맞섬근 역시 이 엄지의 모음을 돕는다.

## 임상적 중요성

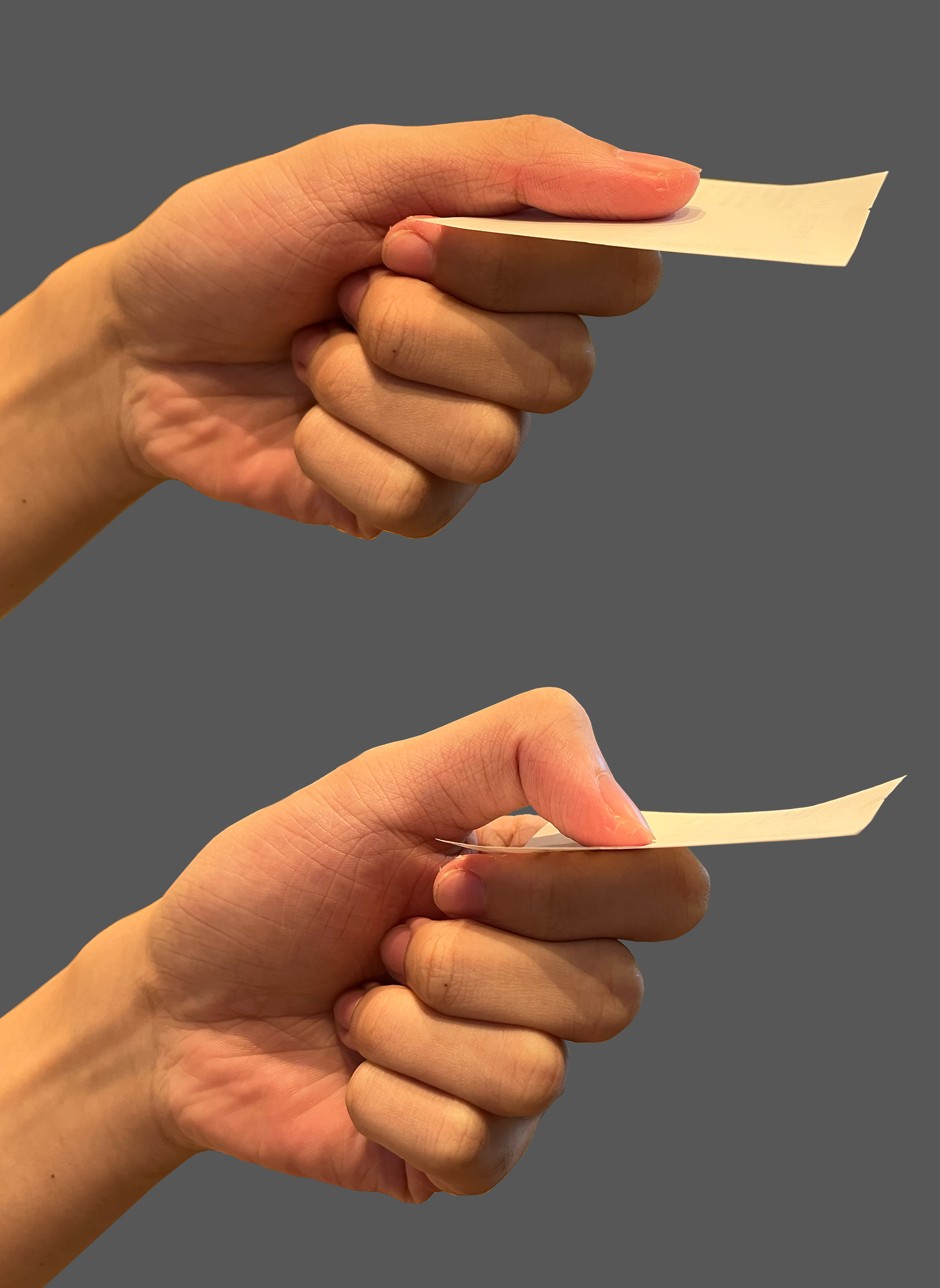
프로멘트 징후 음성(위, 정상)과 양성(아래, 비정상)

자신경의 마비, 보다 특이적으로는 엄지모음근의 손상 여부를 진단하기 위해 프로멘트 징후를 검사한다. 검사 시 피험자에게 종이와 같은 납작한 물건을 엄지와 검지로 쥐게 한 뒤, 검사자는 그 물건을 당겨서 빼내려고 시도한다. 정상인 사람은 어렵지 않게 물건을 잡고 버틸 수 있으나, 자신경 마비가 있는 환자는 엄지모음근이 약화되므로 대신 긴엄지굽힘근을 사용하여 줄어든 힘을 보상하려고 한다. 이 때문에 환자는 엄지의 손가락사이관절을 굽히게 되고, 이를 프로멘트 징후 양성으로 판단한다.
신경근 감시를 시행할 때, 자신경을 자극한 뒤 엄지모음근 수축력을 측정한다.

## 추가 이미지

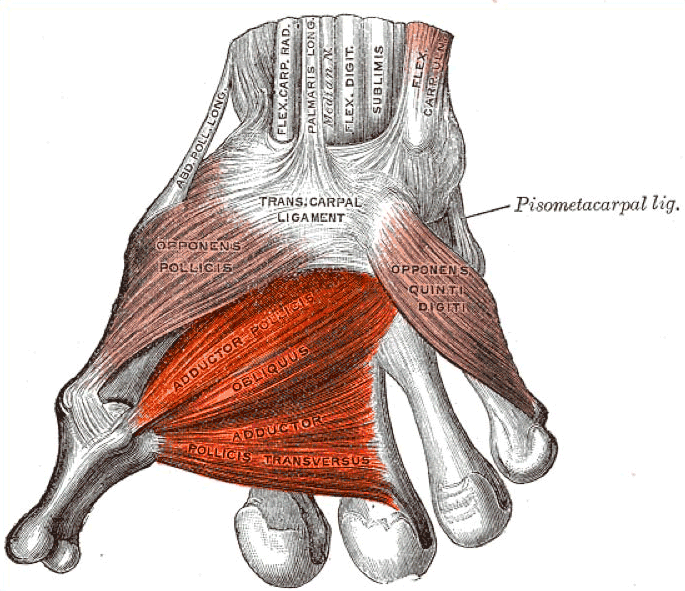
엄지의 근육. 엄지모음근은 빨간색으로 칠해져 있으며 가로갈래는 그림의 아래쪽에, 빗갈래는 그 바로 위에 그려져 있다.
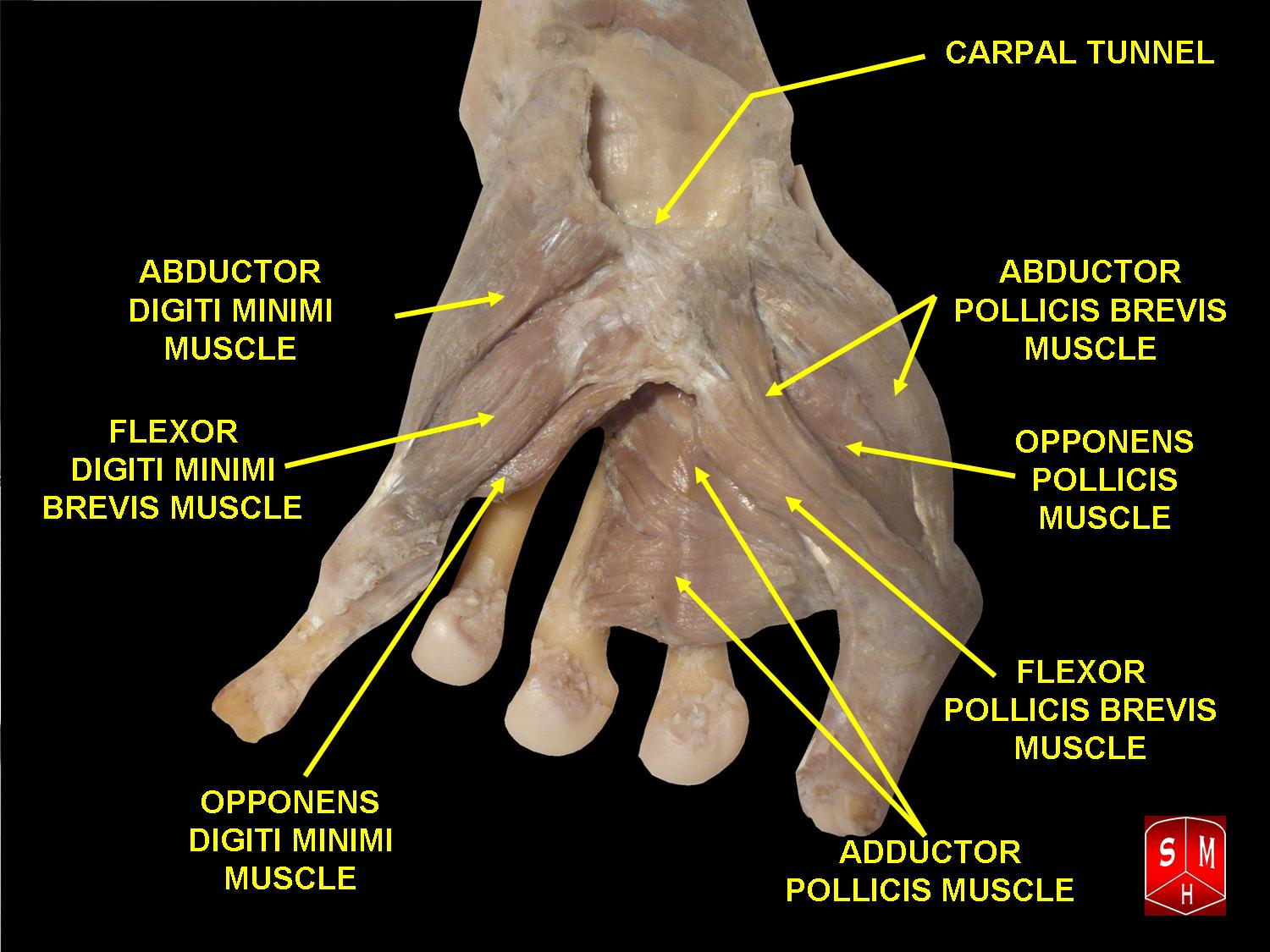
엄지모음근
손목과 손가락의 단면
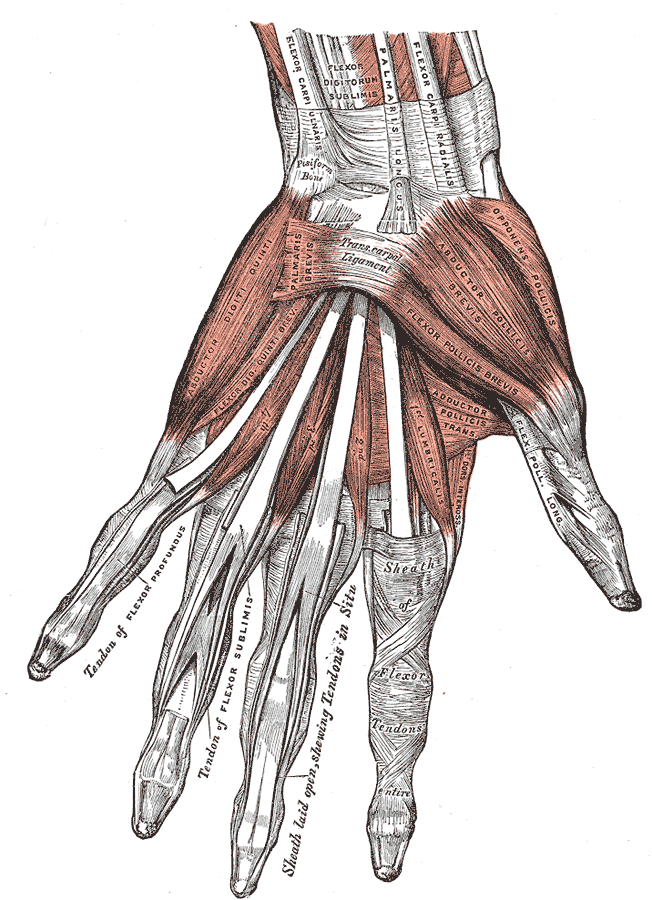
왼쪽 손바닥의 근육
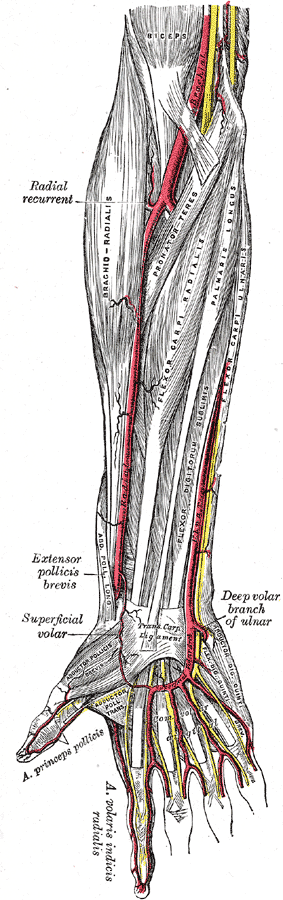
노동맥과 자동맥
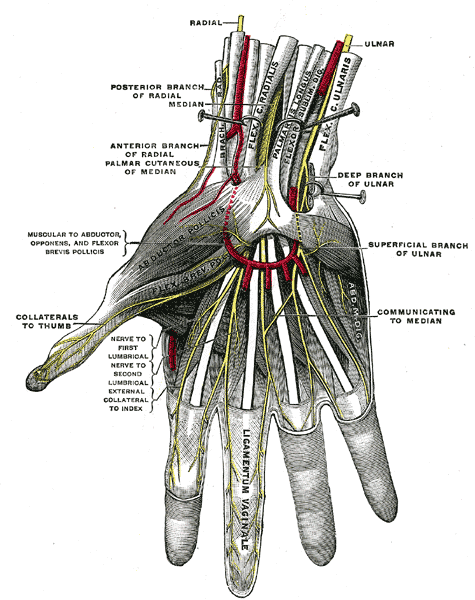
손바닥 얕은쪽 신경
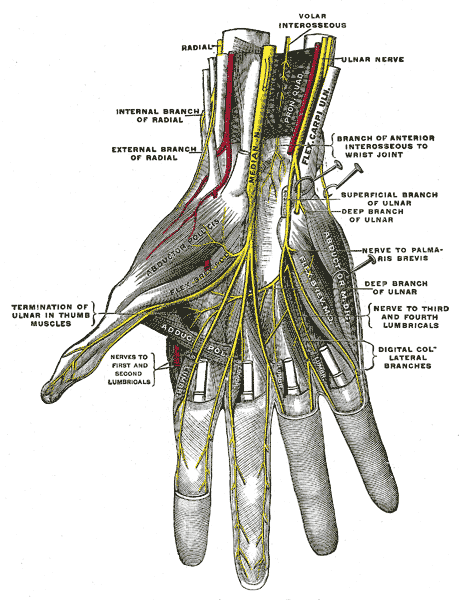
손바닥 깊은쪽 신경
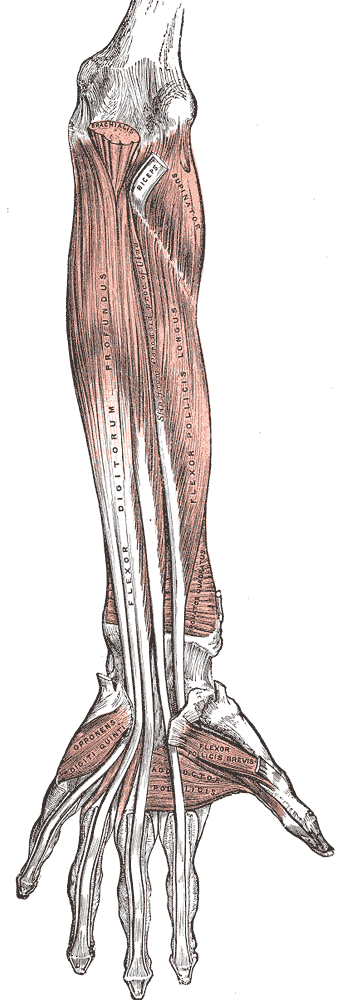
왼쪽 아래팔을 앞에서 본 모습. 엄지모음근은 그림 아래쪽 중간에 보인다.
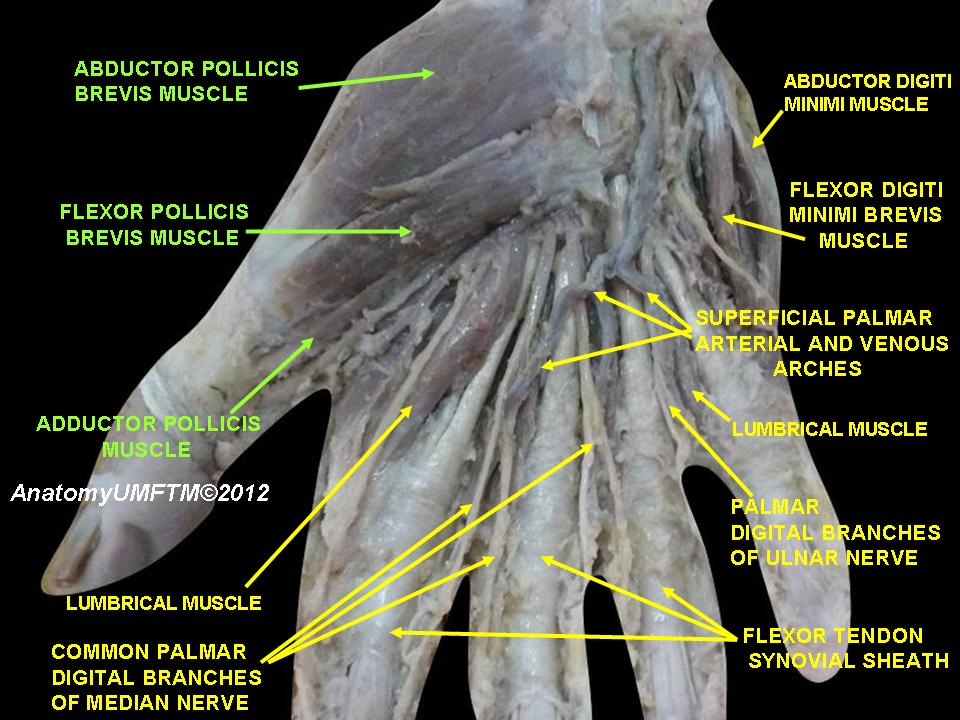
엄지모음근
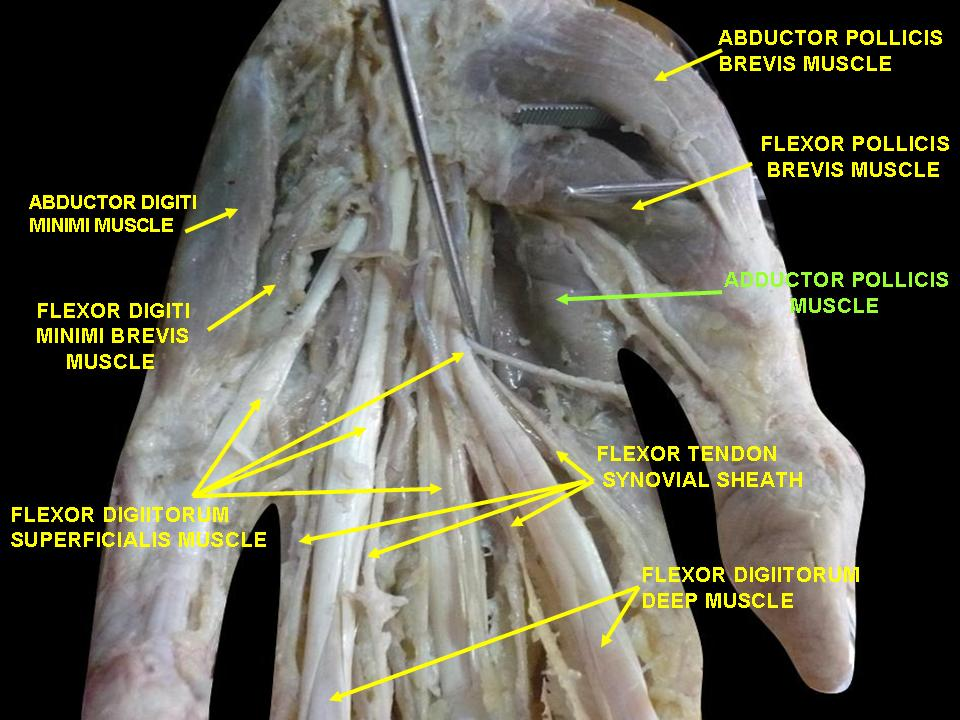
엄지모음근
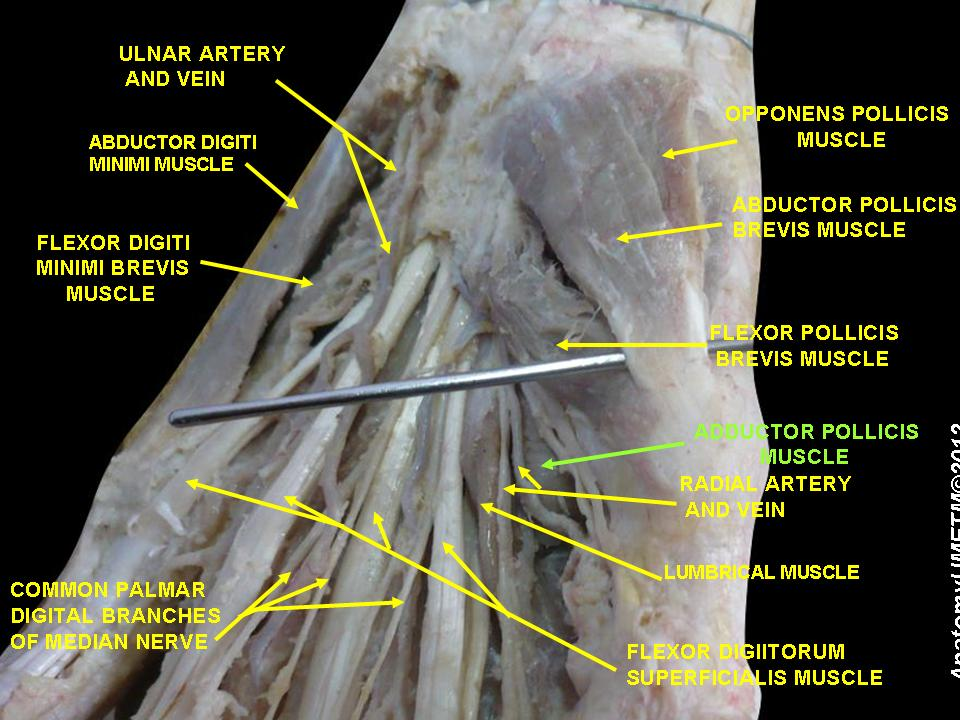
엄지모음근
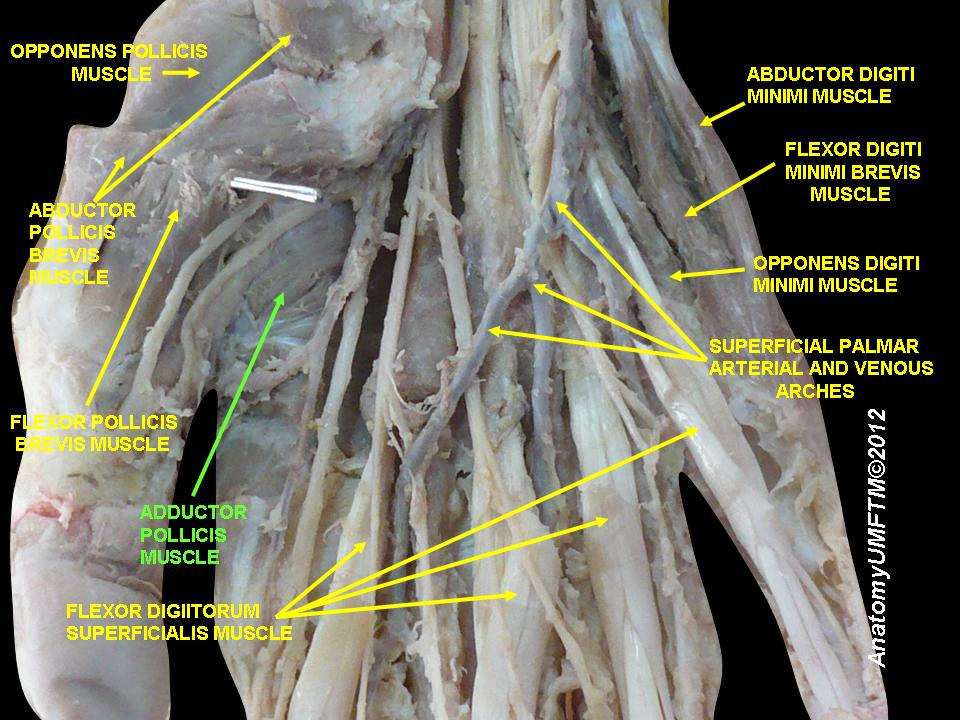
엄지모음근
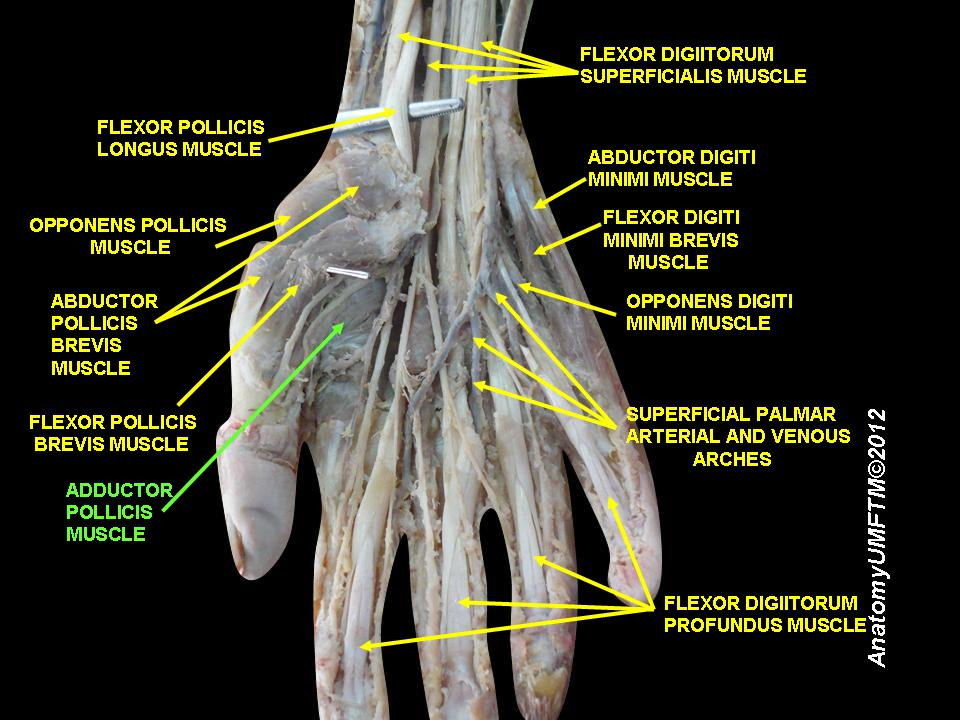
엄지모음근

## 같이 보기
- 엄지모음근 (발)

## 참고 문헌
이 문서는 현재 퍼블릭 도메인에 속하는 그레이 해부학 제20판(1918) page 462의 내용을 기초로 작성된 글이 포함되어 있습니다.
1. 1 2  Chang, Laurette; Blair, William F. (1985). “The origin and innervation of the adductor pollicis muscle”. 《J. Anat.》 140 (3): 381–388. PMC 1165104. PMID 4066477.
2. 1 2 3 4 5  Gray's Anatomy 1918. (See infobox)
3. 1 2  Platzer, Werner (2004). 《Color Atlas of Human Anatomy, Vol. 1: Locomotor System》 5판. Thieme. 176쪽. ISBN 3-13-533305-1.
4. ↑  “Ulnar Nerve - Wheeless' Textbook of Orthopaedics”. 2008년 1월 26일에 확인함.
5. ↑  Jeff G. Konin et al.  Special Tests for Orthopedic Examination: Third Edition.  Thorofare, NJ.  SLACK Incorporated, 2006.
6. ↑  Richardson, Craig and Fabre, Gerd.  '"Froment's Sign."  Journal of Audiovisual Media in Medicine.  Vol. 26, No. 1 (2003):34.